# Phi-jelenség

Az egymást követő villogó állóképek a mozgás illúzióját keltik

Phi-jelenség (angolul: phi phenomenon) akkor következik be, amikor két egymástól eltérő helyen lévő pontot kis időeltéréssel felvillantanak. A személy ezt úgy észleli, mintha a fényfolt az első helyről a másodikra mozogna (futófény jelensége).